# یون سه-آه
یون سه-آه (انگلیسی: Yoon Se-ah؛ زادهٔ ۲ ژانویهٔ ۱۹۷۸) بازیگر اهل کره جنوبی است. وی از سال ۲۰۰۵ میلادی تاکنون مشغول فعالیت بوده‌است.
از فیلم‌ها یا برنامه‌های تلویزیونی که وی در آن نقش داشته‌است می‌توان به کتاب خانواده گو، قلعه آسمان، به آرامی ذوبم کن و گل برفی اشاره کرد.